# Krettnichite
La krettnichite è un minerale, di struttura analoga alla mounanaite, con maggiore quantità di Mn.

## Etimologia
Prende il nome dalla località di rinvenimento: i giacimenti di manganite tedeschi di Krettnich, nel Saarland.